# Špehari
 Špehari  falu Horvátországban, Károlyváros megyében. Közigazgatásilag  Bosiljevóhoz tartozik.

## Fekvése
Károlyvárostól 23 km-re délnyugatra, községközpontjától 5 km-re délkeletre fekszik.

## Története
A településnek 1857-ben 49, 1900-ban 54 lakosa volt. Trianon előtt Modrus-Fiume vármegye Vrbovskói járásához tartozott. 2011-ben egy állandó lakosa volt.

## Lakosság
| Lakosság változása | Lakosság változása | Lakosság változása | Lakosság változása | Lakosság változása | Lakosság változása | Lakosság változása | Lakosság változása | Lakosság változása | Lakosság változása | Lakosság változása | Lakosság változása | Lakosság változása | Lakosság változása | Lakosság változása | Lakosság változása |
| ------------------ | ------------------ | ------------------ | ------------------ | ------------------ | ------------------ | ------------------ | ------------------ | ------------------ | ------------------ | ------------------ | ------------------ | ------------------ | ------------------ | ------------------ | ------------------ |
| 1857               | 1869               | 1880               | 1890               | 1900               | 1910               | 1921               | 1931               | 1948               | 1953               | 1961               | 1971               | 1981               | 1991               | 2001               | 2011               |
| 49                 | 50                 | 55                 | 56                 | 54                 | 0                  | 0                  | 35                 | 45                 | 40                 | 31                 | 28                 | 14                 | 17                 | 6                  | 1                  |

## Nevezetességei
A település fő látványossága a Špeharka (Ledenica)-barlang. A barlang 200 méter hosszban látogatható, további részei csak barlangász felszereléssel járhatók.